# Juventus Football Club (femminile)
La Juventus Football Club (dal latino iuventūs, "gioventù"), meglio nota come Juventus (/juˈvɛntus/) o con il nome commerciale di Juventus Women (/juˈvɛntus wɪmɪn/), è una società calcistica femminile italiana della città di Torino, sezione dell'omonimo club. Milita in Serie A, la massima divisione del campionato italiano.
La squadra, fondata nel 2017, è una delle tre, assieme a prima e seconda squadra maschile, che rappresentano il club juventino in ambito professionistico nonché, complessivamente, la prima in ordine gerarchico all'interno del settore femminile bianconero, precedendo tutte quelle appartenenti al settore giovanile.
Sin dalla stagione d'esordio 2017-2018 prende parte ininterrottamente alla massima categoria nazionale. Assurta fin dal debutto ai vertici del calcio italiano e ben presto divenutane tra le più blasonate, la Juventus vanta le vittorie di sei titoli di campione d'Italia oltreché quattro Coppe Italia e quattro Supercoppe nazionali.

## Storia

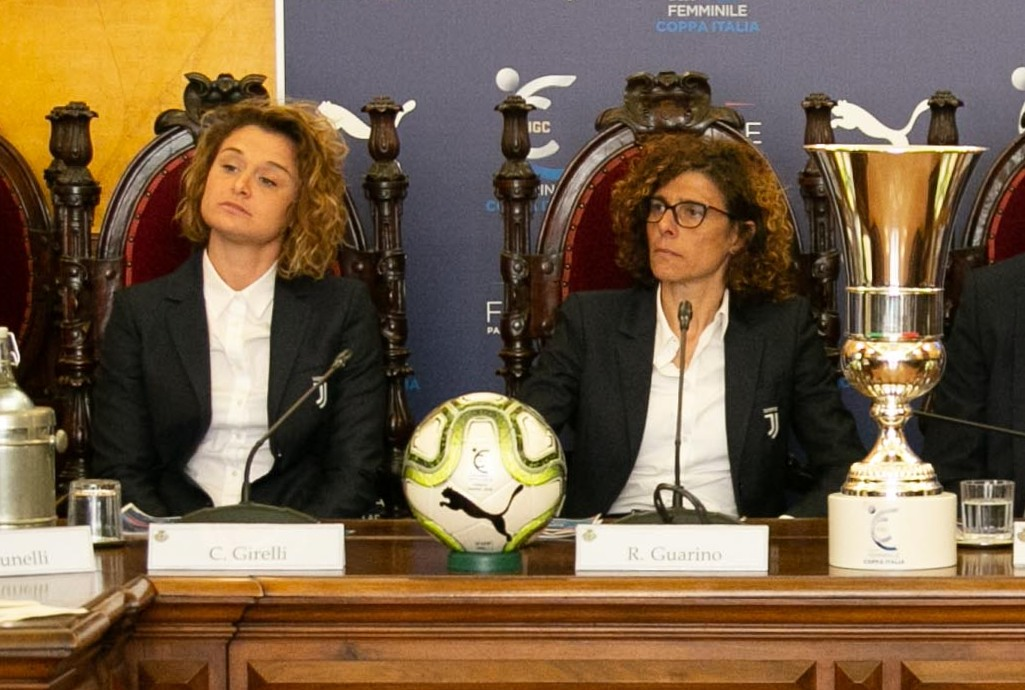
Da sinistra: l'attaccante Cristiana Girelli e l'allenatrice Rita Guarino, protagoniste nei primi successi della Juventus Women a fine anni 2010

La sezione femminile della Juventus viene istituita il 1º luglio 2017. Benché a Torino siano esistite in passato altre società calcistiche femminili che adottarono il nome «Juventus» e i colori bianconeri, come l'ACF Juventus, la Real Juventus o la Juventus Torino, queste non vantarono mai alcun legame ufficiale con il più noto club maschile.
La squadra, colloquialmente nota come Juventus Women, nasce grazie alla possibilità offerta dalla Federazione Italiana Giuoco Calcio ai club professionistici maschili di acquisire società dilettantistiche femminili: la Juventus, già attiva dal 2015 in ambito giovanile femminile, rileva quindi il titolo sportivo del Cuneo nel frattempo disimpegnatosi dall'attività, permettendo alle neonate bianconere di iscriversi direttamente alla Serie A, all'epoca ancora a carattere dilettantistico.
Sotto l'iniziale ciclo tecnico di Rita Guarino, tra il 2017 e il 2021 la Juventus emerge immediatamente tra le maggiori realtà del panorama domestico grazie a quattro scudetti consecutivi nel suo primo quadriennio di attività. Con l'allenatrice italiana in panchina, nella stagione 2018-2019 la squadra consegue il suo primo double nazionale con il successo in Coppa Italia e, con la successiva vittoria della Supercoppa italiana, nello spazio di un biennio riesce a vincere tutti i trofei del calcio femminile italiano all'epoca vigenti.
Con l'arrivo in panchina di Joe Montemurro, nell'annata 2021-2022 la Juventus inanella il quinto scudetto consecutivo – una striscia record nella storia del calcio femminile italiano – ed entra per la prima volta tra le migliori 8 d'Europa raggiungendo i quarti di finale della UEFA Women's Champions League; nella stessa stagione consegue il primo treble nazionale della sua storia. Nel prosieguo del ciclo tecnico dell'australiano, nel 2023 la squadra mette in bacheca una Coppa Italia e una Supercoppa italiana, pur dovendo cedere il passo in campionato alla Roma in questa fase.
Con l'inizio del ciclo di Massimiliano Canzi, nell'annata 2024-2025 la Juventus vince il suo sesto scudetto, il primo della sua storia sotto l'era professionistica.

## Colori e simboli

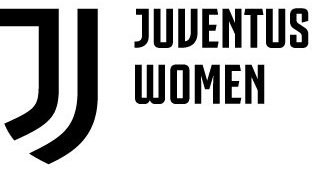
Il secondary logo riservato alla squadra femminile

### Colori
L'uniforme di gioco della Juventus Women, identica a quella indossata dalla squadra maschile, è composta da una maglia a strisce verticali bianche e nere, tradizionalmente abbinata a pantaloncini e calzettoni bianchi.

### Simboli ufficiali

#### Stemma
La sezione femminile ha adottato lo stemma già utilizzato da quella maschile a partire dalla stagione 2017-2018, volto a inaugurare una rinnovata identità societaria juventina, di fatto un logo che si distacca nettamente dalla tradizionale araldica calcistica europea: si tratta di un pittogramma che riproduce la lettera «J» stilizzata, composta da strisce verticali bianconere che incurvandosi vanno a proiettare i bordi di uno scudo francese antico, rimandando esplicitamente anche allo scudetto; il tutto è abbinato alla denominazione societaria. Tale logo viene ristilizzato nella stagione 2020-2021 con l'eliminazione del wordmark.
Al fianco di questo, fin dalla nascita della squadra femminile è stato creato un secondary logo appositamente riservato a essa: in questo logo il pittogramma «J» è abbinato, sul lato destro, alla denominazione commerciale «Juventus Women».

#### Inno
L'inno ufficiale della squadra è Juve (storia di un grande amore), composto nel 2007 per la squadra maschile da Alessandra Torre e Claudio Guidetti, ed eseguito da Paolo Belli.

## Strutture

### Stadio

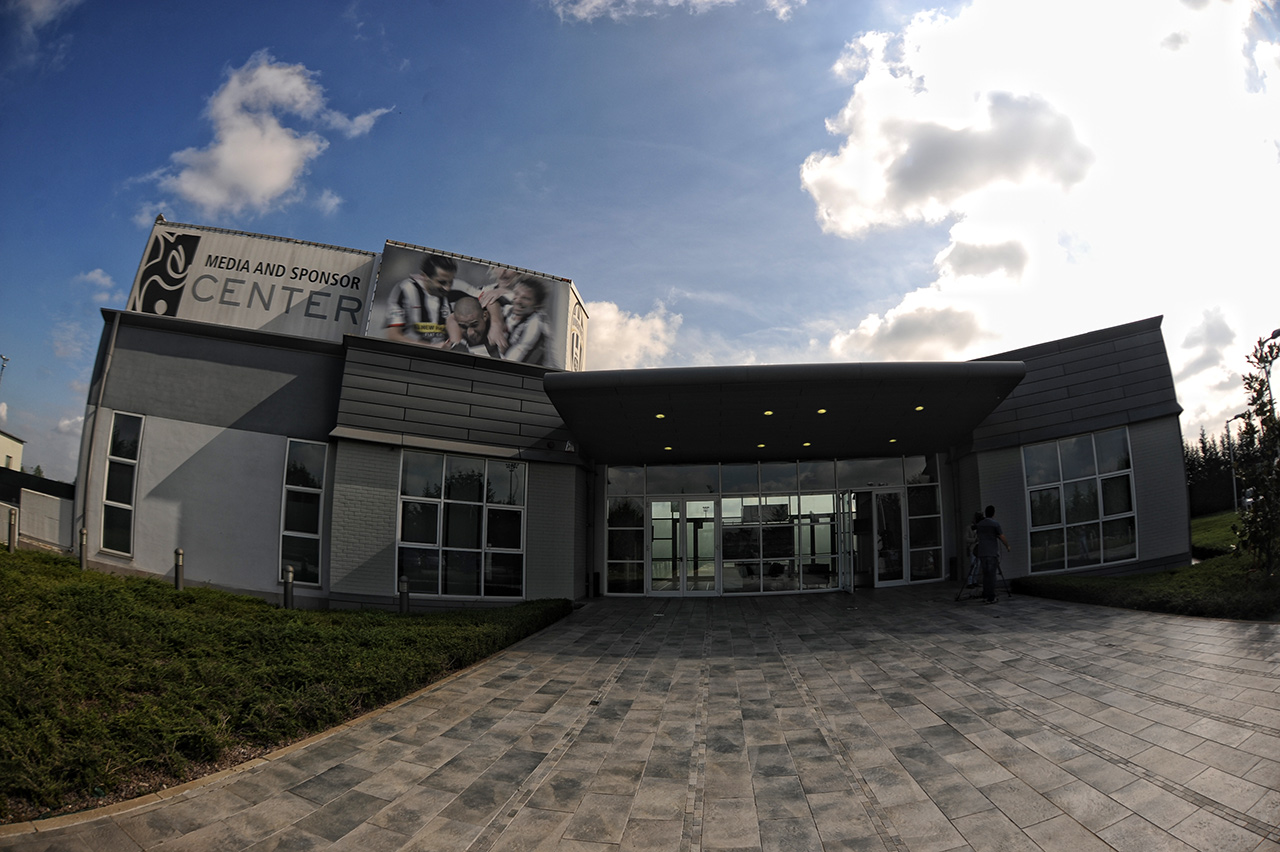
Lo Juventus Training Center di Vinovo, quartier generale della squadra femminile

Per i suoi primi sei anni di attività, la Juventus Women ha avuto come suo impianto casalingo il «Campo Ale & Ricky» dello Juventus Training Center (JTC) di Vinovo. Dalla stagione 2023-2024 disputa le sue gare interne al campo polisportivo Alessandro La Marmora - Stadio Vittorio Pozzo di Biella, che dall'annata seguente condivide con la Juventus Next Gen.
Per le gare interne di UEFA Women's Champions League, nel biennio 2018-2019 ha avuto la disponibilità dapprima dello stadio Silvio Piola di Novara e poi dello stadio Giuseppe Moccagatta di Alessandria; da qui in avanti, per gli impegni continentali dispone dell'impianto della prima squadra maschile, lo Juventus Stadium, saltuariamente usato anche in occasione d'incontri di cartello in ambito nazionale.

### Centro di allenamento
Nella sua prima stagione di attività, la squadra ha svolto le sue sedute di allenamento alla Sisport di Torino. Dall'estate 2018 fa base al JTC di Vinovo, che dall'anno seguente dispone di una sezione ad hoc per il settore femminile.

## Società
Nel 2024 la Deloitte Football Money League, rapporto stilato annualmente fin dal 1997 dalla società di revisione e consulenza aziendale statunitense Deloitte Touche Tohmatsu sui club di calcio maschile, include per la prima volta il fatturato per ricavi operativi dei club professionistici femminili e la Juventus Women risulta il primo club italiano e quindicesimo tra le nazioni prese in esame, con un fatturato di 1,2 milioni di euro.

### Organigramma societario
Organigramma aggiornato al 18 luglio 2024.
- Gianluca Ferrero - Presidente
- Stefano Braghin - Women's Football Director
- Massimiliano Mazzetta - Deputy Women's Football Director
- Carola Coppo - Head of Women Academy
- Raffaella Masciadri - Team Manager

### Sponsor
- 2017- adidas

### Impegno nel sociale
Il 25 maggio 2021 la Juventus Women ha partecipato, allo Juventus Stadium di Torino, alla Partita del cuore, evento benefico promosso dalla Nazionale Italiana Cantanti a supporto della Fondazione Piemontese per la Ricerca sul Cancro.

### Settore giovanile
Grazie a una precedente collaborazione con il Luserna, già dal 2015 la Juventus aveva aperto un proprio settore giovanile femminile, due anni prima l'istituzione della prima squadra. Da allora il vivaio femminile bianconero è andato a comporsi in nove squadre, dalla categoria under 9 a quella under 19. Inoltre, per quanto concerne il proprio raggio d'azione nel Sud Italia, dal 2022 è in essere una collaborazione col vivaio della barese Pink Sport Time.
A livello di palmarès, le giovanili bianconere vantano uno scudetto (2024-2025) una Coppa Italia Primavera (2024-2025) e tre vittorie nella Viareggio Women's Cup (2019, 2020 e 2025) con la squadra under 19; uno scudetto (2018-2019) e un torneo Preseason (2023) con la squadra under 17; tre scudetti (2018-2019, 2021-2022 e 2023-2024) e un torneo Preseason (2024) con la squadra under 15; e due vittorie (2017 e 2022) nella fase nazionale della Danone Nations Cup con la squadra under 12.
Tra gli altri piazzamenti, l'under 19 ha raggiunto le finali scudetto nelle stagioni 2017-2018, 2019-2020, 2020-2021 e 2021-2022 oltreché ottenuto il terzo posto nell'edizione 2018-2019; l'under 17 ha giocato la finale scudetto nelle annate 2021-2022 e 2023-2024; infine l'under 15 ha disputato la finale scudetto nella stagione 2017-2018.

## Diffusione nella cultura di massa
Nel 2018, in occasione della Giornata internazionale della donna, il capitano della Juventus Women, Sara Gama, è stata inserita da Mattel tra le 17 personalità femminili internazionali «che hanno saputo diventare fonte di ispirazione per le generazioni di ragazze del futuro», e omaggiata con una speciale Barbie riproducente le sue fattezze in maglia bianconera.

## Allenatori e presidenti
| Allenatori - 2017-2021 Rita Guarino - 2021-2023 Joe Montemurro - 2023-2024 Joe Montemurro (1ª-18ª) Giuseppe Zappella (19ª-28ª) - 2024- Massimiliano Canzi Presidenti - 2017-2023 Andrea Agnelli - 2023- Gianluca Ferrero |

## Calciatrici

### Capitani
- Sara Gama (2017-2025)[63]
- Martina Rosucci (2025-)[64]

### Contributo alle nazionali

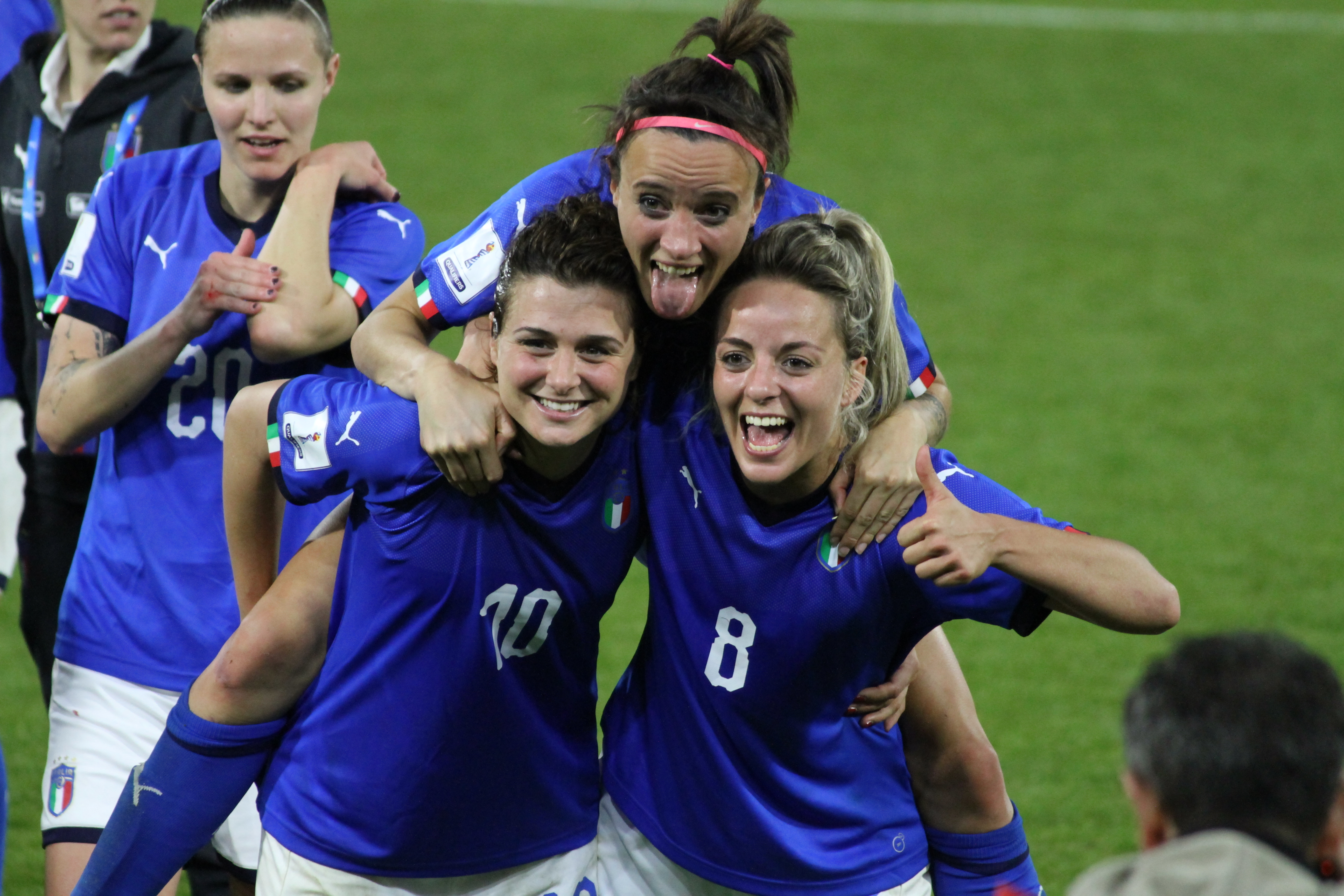
Da sinistra: le juventine Girelli, Barbara Bonansea e Martina Rosucci esultano in nazionale (2018)

Al 21 settembre 2021 la Juventus Women ha fornito 12 calciatrici alla nazionale italiana: Boattin, Bonansea, Galli, Gama, Giuliani, Rosucci e Salvai – queste, le prime tesserate del club a indossare la maglia azzurra fin dal 2017 –, cui si sono aggiunte negli anni seguenti Cernoia, Girelli, Glionna, Caruso e Lenzini.
Il maggiore contributo della società bianconera alla nazionale femminile risale all'Algarve Cup 2020, quando le azzurre sono ricorse a 9 juventine nel corso di una gara: l'Italia che ha affrontato il Portogallo il 4 marzo 2020 ha visto partire tra le titolari Boattin, Bonansea, Cernoia, Galli, Gama, Girelli, Giuliani, Rosucci e Salvai.
In precedenza, durante la fase finale del campionato mondiale femminile 2019 la Juventus Women aveva fornito 8 tesserate – di cui 6 nell'undici titolare, compresa il capitano Gama – tra le convocate dell'Italdonne che ha raggiunto i quarti di finale, eguagliando il suo miglior piazzamento mondiale risalente all'edizione 1991; ciò costituisce un primato nazionale in competizioni ufficiali ex æquo con le otto tesserate del Brescia convocate due anni prima per il campionato europeo disputatosi nei Paesi Bassi.
Per quanto riguarda le calciatrici non italiane, Lina Hurtig, Amanda Nildén e Linda Sembrant della Svezia hanno vinto da tesserate juventine l'Algarve Cup 2022, mentre Pauline Peyraud-Magnin ha partecipato al trionfo della Francia all'edizione 2022 del Tournoi de France.
In occasione della finale dell'Algarve Cup 2022, inoltre, la Juventus eguagliò il proprio primato di tesserate in campo (9), stavolta suddiviso tra le due nazionali in campo: 7 tra le italiane (Bonansea, Caruso, Cernoia, Gama, Girelli, Lenzini e Rosucci) e 2 tra le svedesi (Hurtig e Nildén).

## Palmarès

### Competizioni nazionali
- Campionato italiano: 6

2017-2018, 2018-2019, 2019-2020, 2020-2021, 2021-2022, 2024-2025
- Coppa Italia: 4

2018-2019, 2021-2022, 2022-2023, 2024-2025
- Supercoppa italiana: 4

2019, 2020, 2021, 2023

### Competizioni giovanili
- Campionato Primavera 1: 1

2024-2025
- Coppa Italia Primavera: 1 (record)

2024-2025
- Viareggio Women's Cup: 3 (record)

2019, 2020, 2025
- Campionato nazionale under 17: 1

2018-2019
- Torneo Preseason under 17: 1

2023
- Campionato nazionale under 15: 3

2018-2019, 2021-2022, 2023-2024
- Torneo Preseason under 15: 1

2024
- Campionato nazionale under 12 "Danone Nations Cup": 2

2016-2017, 2021-2022

### Altri piazzamenti
- Supercoppa italiana

Finale: 2018, 2022

### Riconoscimenti
- Premio Speciale "Marco Ansaldo" dell'Unione stampa sportiva italiana: 1[76]

2021

## Statistiche e record

### Statistiche di squadra
La Juventus Women detiene i record di campionati italiani femminili vinti consecutivamente, con 5 affermazioni tra il 2017-2018 e il 2021-2022, e di scudetti nell'era dei tre punti a vittoria (in vigore dall'edizione 1995-1996), con 6 titoli a pari merito con la Torres.
Nella stagione 2020-2021 è diventata la nona squadra italiana a vincere il campionato femminile senza subire sconfitte, la terza a centrare tale traguardo in stagioni consecutive, eguagliando il risultato ottenuto nell'edizione 2019-2020 sospesa in seguito alla pandemia di COVID-19 in Italia (14 vittorie e due pareggi su 16 partite disputate), oltreché la prima in assoluto, nel calcio italiano in generale, a conseguire una stagione perfetta vincendo tutte le partite di un campionato (22); di conseguenza, la squadra bianconera detiene anche il record di punti ottenuti (66), migliorando i propri numeri in termini di gol fatti (75) e differenza reti (+65) in una singola edizione del campionato femminile a dodici squadre.
Dal 16 febbraio 2020 al 16 gennaio 2022 la Juventus ha stabilito il primato di vittorie consecutive in Serie A (36). Il club vanta altresì, dal 14 aprile 2019 al 27 febbraio 2022, il record d'imbattibilità nel massimo campionato nazionale (54 gare, di cui 51 vittorie e 3 pareggi). Infine dalla vittoria per 5-1 sull'Inter del 16 febbraio 2020, alla sconfitta per 1-0 contro la Sampdoria del 16 dicembre 2023, la Juventus ha inanellato 82 partite di fila in Serie A con almeno un gol all'attivo, superando il precedente record di 66 incontri del Tavagnacco stabilito tra febbraio 2012 e marzo 2014.

#### Bilancio incontri
Dati aggiornati al 7 gennaio 2024 e inclusivi di tutte le partite ufficiali.
| Competizione                              | G   | V   | N  | P  | GF  | GS  | DR   |
| ----------------------------------------- | --- | --- | -- | -- | --- | --- | ---- |
| Campionato di Serie A                     | 141 | 118 | 12 | 11 | 406 | 95  | +311 |
| Coppa Italia                              | 34  | 29  | 3  | 2  | 133 | 26  | +107 |
| Spareggio scudetto                        | 1   | 0   | 1  | 0  | 0   | 0   | 0    |
| Supercoppa italiana                       | 8   | 5   | 2  | 1  | 12  | 6   | +6   |
| UEFA Women's Champions League             | 20  | 6   | 6  | 8  | 29  | 24  | +5   |
| Preliminari UEFA Women's Champions League | 10  | 8   | 2  | 0  | 36  | 4   | +32  |
| TOTALE                                    | 214 | 166 | 26 | 22 | 616 | 155 | +461 |

Codici:

G: Partite giocate,
V: Partite vinte,
N: Partite pareggiate (nulle),
P: Partite perse,
GF: Gol fatti,
GS: Gol subiti,
DR: Differenza reti.

### Statistiche individuali

#### Giocatrici
Presenze e reti aggiornate al 17 maggio 2025.

##### Record di presenze
| In assoluto 1. Arianna Caruso: 237 2. Lisa Boattin: 226 3. Barbara Bonansea: 210 4. Cristiana Girelli: 206 5. Martina Rosucci: 169 6. Sara Gama: 154 7. Cecilia Salvai: 145 8. Martina Lenzini: 143 9. Valentina Cernoia: 142 10. Sofie Junge Pedersen: 119 | In Serie A 1. Arianna Caruso: 158 2. Lisa Boattin: 151 3. Barbara Bonansea: 142 4. Cristiana Girelli: 135 5. Martina Rosucci: 113 6. Sara Gama: 111 7. Cecilia Salvai: 104 8. Valentina Cernoia: 94 9. Tuija Hyyrynen: 82 10. Laura Giuliani: 69 | In Women's Champions League 1. Arianna Caruso: 36 2. Lisa Boattin: 35 3. Cristiana Girelli: 34 4. Barbara Bonansea: 31 5. Pauline Peyraud-Magnin: 30 6. Martina Lenzini: 27 7. Martina Rosucci: 25 8. Valentina Cernoia: 24 9. Sofie Junge Pedersen: 23 10. Agnese Bonfantini: 20 |

##### Record di reti
| In assoluto 1. Cristiana Girelli: 137 2. Barbara Bonansea: 90 3. Arianna Caruso: 60 4. Sofia Cantore: 38 5. Andrea Stašková: 36 6. Valentina Cernoia: 30 7. Lineth Beerensteyn: 22 8. Lisa Boattin: 21 9. Lina Hurtig: 19 10. Benedetta Glionna: 19 | In Serie A 1. Cristiana Girelli: 101 2. Barbara Bonansea: 64 3. Arianna Caruso: 39 4. Sofia Cantore: 26 5. Valentina Cernoia: 24 6. Lineth Beerensteyn: 18 7. Eniola Aluko: 15 8. Andrea Stašková: 15 9. Sofie Junge Pedersen: 14 10. Lisa Boattin: 14 | In Women's Champions League 1. Cristiana Girelli: 16 2. Barbara Bonansea: 8 3. Sofia Cantore: 8 4. Arianna Caruso: 7 5. Andrea Stašková: 7 6. Lina Hurtig: 5 7. Agnese Bonfantini: 4 8. Benedetta Glionna: 4 9. Valentina Cernoia: 2 10. Martina Rosucci: 2 11. Lineth Beerensteyn: 2 12. Annahita Zamanian: 2 |

#### Allenatori
Dati aggiornati al 23 maggio 2025 e inclusivi di tutte le partite ufficiali e statistiche totali per allenatore.
| Nome               | Nazionalità | Dal  | Al        | G   | V  | N  | P  | GF  | GS | % V   |
| ------------------ | ----------- | ---- | --------- | --- | -- | -- | -- | --- | -- | ----- |
| Rita Guarino       | Italia      | 2017 | 2021      | 112 | 93 | 7  | 12 | 344 | 66 | 83,04 |
| Joe Montemurro     | Australia   | 2021 | 2024      | 112 | 80 | 20 | 11 | 294 | 97 | 71,43 |
| Giuseppe Zappella  | Italia      | 2024 | 2024      | 8   | 5  | 1  | 2  | 18  | 11 | 62,50 |
| Massimiliano Canzi | Italia      | 2024 | in carica | 40  | 26 | 4  | 10 | 90  | 50 | 65,00 |

## Tifoseria

### Storia
Fin dalla stagione d'esordio della squadra è nato un primo gruppo organizzato tra la tifoseria, riunitosi sotto il nome di Juventus Women Supporters (JWS).
Da una scissione in seno a JWS, nel novembre 2018 si è costituito un secondo gruppo, Dominio Bianconero, con l'intento di superare i confini territoriali e seguire la squadra juventina sia in casa sia in trasferta.

### Gemellaggi e rivalità
Replicando quanto già era avvenuto nella curva bianconera maschile, Dominio Bianconero ha istituito un gemellaggio, il primo e fin qui unico nella storia della Juventus Women, con il gruppo Vlaggenteam dell'ADO Den Haag.
La rivalità d'elezione della squadra torinese, quantomeno sul piano mediatico, è quella con la Fiorentina, peraltro mutuata dal versante maschile, per un dualismo presto divenuto un «classico» del calcio femminile italiano d'inizio XXI secolo.

## Organico

### Rosa 2024-2025
Rosa aggiornata al 4 febbraio 2025.
| N. |                      | Ruolo | Calciatrice            |
| -- | -------------------- | ----- | ---------------------- |
| 3  | Italia (bandiera)    | D     | Sara Gama (capitano)   |
| 4  | Svezia (bandiera)    | D     | Emma Kullberg          |
| 5  | Norvegia (bandiera)  | D     | Mathilde Harviken      |
| 6  | Italia (bandiera)    | C     | Eva Schatzer           |
| 7  | Svizzera (bandiera)  | A     | Alisha Lehmann         |
| 8  | Italia (bandiera)    | C     | Martina Rosucci        |
| 9  | Italia (bandiera)    | A     | Sofia Cantore          |
| 10 | Italia (bandiera)    | A     | Cristiana Girelli      |
| 11 | Italia (bandiera)    | A     | Barbara Bonansea       |
| 13 | Italia (bandiera)    | D     | Lisa Boattin           |
| 14 | Danimarca (bandiera) | A     | Amalie Vangsgaard      |
| 15 | Svezia (bandiera)    | C     | Hanna Bennison         |
| 16 | Francia (bandiera)   | P     | Pauline Peyraud-Magnin |

| N. |                        | Ruolo | Calciatrice                    |
| -- | ---------------------- | ----- | ------------------------------ |
| 17 | Norvegia (bandiera)    | C     | Emma Stølen Godø               |
| 18 | Italia (bandiera)      | A     | Chiara Beccari                 |
| 19 | Francia (bandiera)     | A     | Lindsey Thomas                 |
| 20 | Francia (bandiera)     | D     | Estelle Cascarino              |
| 22 | Italia (bandiera)      | D     | Valentina Bergamaschi          |
| 23 | Italia (bandiera)      | D     | Cecilia Salvai (vice capitano) |
| 25 | Svizzera (bandiera)    | D     | Viola Calligaris               |
| 27 | Germania (bandiera)    | C     | Paulina Krumbiegel             |
| 31 | Italia (bandiera)      | P     | Alessia Capelletti             |
| 33 | Stati Uniti (bandiera) | C     | Abi Brighton                   |
| 34 | Italia (bandiera)      | D     | Azzurra Gallo                  |
| 44 | Canada (bandiera)      | P     | Lysianne Proulx                |
| 71 | Italia (bandiera)      | D     | Martina Lenzini                |

### Staff tecnico
Staff tecnico aggiornato all'11 luglio 2024.
- Massimiliano Canzi - Allenatore
- Ivan Moretto - Allenatore in seconda
- Paolo Beruatto - Collaboratore tecnico
- Stefano Alfero - Individual Training
- Ivan Teoli - Preparatore atletico
- Enrico Picco - Assistente preparatore atletico
- Stefano Baroncini - Preparatore dei portieri
- Alberto Maja - Assistente preparatore dei portieri
- Maeva Ruiz - Match Analyst